# Pont de Bois (métro de Lille)
Cet article concerne la station de métro. Pour le quartier de Villeneuve-d'Ascq, voir Pont-de-Bois.
Pont de Bois est une station de métro française de la ligne 1 du métro de Lille. Située à Villeneuve-d'Ascq, dans le quartier Pont-de-Bois, elle dessert principalement le campus littéraire de l'Université de Lille, et est la station la plus proche du Stadium Lille Métropole.
La station est inaugurée le 25 avril 1983 lors de la venue du président de la République française de l'époque, François Mitterrand.

## Situation
La station dessert le quartier Pont-de-Bois de Villeneuve-d'Ascq. Elle est la station de descente du campus littéraire de l'Université de Lille, situé à quelques mètres de l'arrêt.
Elle est située sur la ligne 1 entre les stations Villeneuve-d'Ascq - Hôtel de Ville et Square Flandres respectivement à Villeneuve-d'Ascq et à Lille.

## Histoire
Elle est inaugurée le jour du passage de François Mitterrand, le 25 avril 1983.
Ses quais vont être allongés pour atteindre 52 mètres afin d'accueillir des rames de quatre voitures.

## Service aux voyageurs

### Accueil et accès
Jouxtant la ligne de Fives à Baisieux, elle a été construite rue Baudoin-IX, en face du chemin Charles-Parker.
Les voies sont protégées par des portes palières. La station est accessible aux personnes à mobilité réduite grâce aux ascenseurs.

### Intermodalité

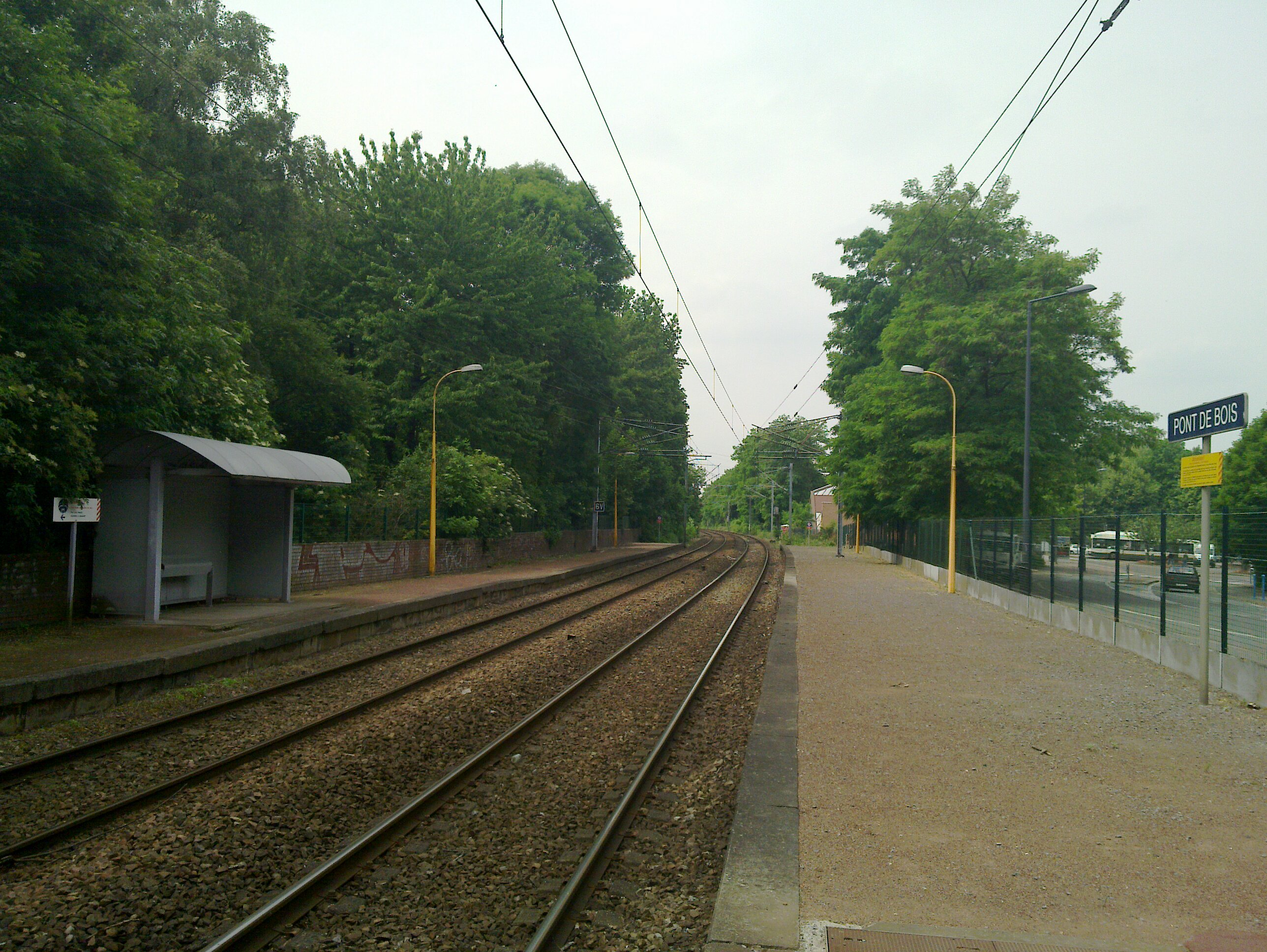
La gare ferroviaire Pont-de-Bois.

La gare de Pont-de-Bois est située à proximité de la station. Une station V'Lille est également présente.
La station est desservie par les lignes L6, 13, 32, 34, 73, CO3, N1, 910 et 968 du réseau Ilévia et par la ligne 876 du réseau interurbain Arc-en-Ciel 2.

## L'art dans la station

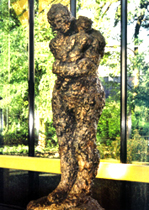
La Paternité ou L'Homme du métro.

La voûte étoilée, de l'architecte Delrue, est en verre. La station se veut d'une physionomie futuriste.
Une sculpture en bronze de deux mètres de hauteur et de 55 centimètres de largeur, sans le socle, de Silviane Léger orne la station. Le socle pour sa part est en pierre de Soignies. Cette sculpture porte à la fois le nom de La Paternité et celui de L'Homme du métro.

## À proximité
- Campus littéraire de l'Université de Lille ;
- Stadium Lille Métropole ;
- Gare de Pont-de-Bois.